# نورة لافي
نورة لافي (بالفرنسية: Nora Lafi)‏ هي مؤرخة فرنسية من أصول جزائرية من مواليد 1965 في إيستر في بوش دو رون .

## المسار
نورة متخصصة في تاريخ الإمبراطورية العثمانية وخاصة في مدن العالم العربي ( المغرب العربي والشرق الأوسط ) خلال الفترة العثمانية.
وهي حاليا باحثة في مركز الشرق الحديث (ZMO) في برلين . درست التاريخ سابقًا في جامعة آكس-مرسيليا ، وفي جامعة تور. كما أنها تلقت منحة بحثية في معهد البحوث المغاربية المعاصرة (IRMC) بتونس وفي المركز الوطني الفرنسي للبحث العلمي (UMR Telemme) ومقيمة في البرنامج المخصص للإسلام والحداثة في كلية العلوم في برلين. كانت طالبة خلال دراسات الدكتوراه (1994-1999) للأستاذ روبرت إلبرت ، المتخصص الفرنسي في القضايا الحضرية في شرق البحر المتوسط ومؤسس البيت المتوسطي للعلوم الإنسانية (MMSH ) وكذلك المعهد المتوسطي للبحوث المتقدمة (IMERA) ،
إحدى مميزات مسيرة نورة لافي هي الجمع بين التدريب كمؤرخ ( جامعة آكس - مرسيليا 1 ) مع التدريب كلغوي (اللغة العربية ، اللغة العثمانية) ، والذي تلقيه بشكل خاص في جامعة آكس إن. بروفانس في جامعة القاهرة وكجزء من DEAC في القاهرة. يعتمد بحثها بشكل أساسي على قراءة الوثائق من الأرشيفات المركزية للإمبراطورية العثمانية في إسطنبول والسجلات العربية المتاحة في المكتبات الرئيسية في عالم البحر الأبيض المتوسط وأوروبا.
تدير نورة لافي مع أولريكه فريتاغ برنامجًا بحثيًا في في كلية العلوم في برلين (EUME) حول العالمية في مدن البحر الأبيض المتوسط. أنشأت في برلين ، مع أولريكه فريتاغ ، الحلقة الدراسية المتخصصة في الدراسات الحضرية العثمانية (ندوة الدراسات الحضرية العثمانية). وأخرى أيضًا مع مؤسس دينيس بوكيه ، في عام 2001 ، ومديرة نشر H-Mediterranean (H-Net ، جامعة ولاية ميشيغان).
ترافع نورة في منشوراتها وتدريسها عن أطروحتها الرئيسية بأن النخبة والشركات التجارية كانت تدير المدن العربية، خلال الفترة التي وصفتها بالنظام القديم، وهذا هو النمط الذير أُهل بنجاح كبير أو قليل خلال فترة التنظيمات، وهي الإصلاحات العثمانية في النصف الثاني من القرن التاسع عشر، في سياق التنافس بين القوى الأوروبية على غزو الممتلكات العثمانية.
لذلك تثير نورة لافي مسألة التأثير الغامض للحداثة على المجتمعات العربية الحضرية ، ولكن أيضًا على مكان الدين في الأخلاق المدنية التقليدية أو تكوين فئات من الأعيان في العالم العثماني.
ناقشت في 28 يونيو 2011 في دار البحر الأبيض المتوسط للعلوم الإنسانية في إيكس أون بروفانس أطروحة التأهيل للتوجيه المباشر للبحث بعنوان «الروح المدنية والتنظيم الحضري في الإمبراطورية العثمانية».

## المؤلفات
- المدينة المغاربية بين النظام القديم والإصلاحات العثمانية [ne ville du Maghreb entre ancien régime et réformes ottomanes.]. Tripoli de Barbarie، 1795-1911 ، باريس ، لارماتان ، 2002
- بلديات البحر الأبيض المتوسط. الإصلاحات الحضرية العثمانية في مرآة التاريخ المقارن. جنوب أوروبا والمغرب العربي والشرق الأوسط [Municipalités méditerranéennes. Les réformes urbaines ottomanes au miroir d'une histoire comparée. Europe méridionale, Maghreb, Moyen-Orient](دير. ) ، برلين ، ك. شوارتز ، 2005
- إعادة إصدار نقدية لـ Annales tripolitaines لـ Charles Féraud ، سانت دينيس ، بوشين ، 2005
- المدينة في الدولة العثمانية. الهجرة وصنع الحداثة الحضرية [he City in the Ottoman Empire. Migration and the Making of Urban Modernity ] (دير. مع U ، Freitag ، M. Fuhrmann ، F. Riedler) ، لندن ، روتلدج ، 2010 ، 272 ص.
- الحياة اليومية والأسرة في السياق الحضري العثماني: الرهانات التاريخية والمنظورات البحثية الجديدة [Daily life and family in an Ottoman urban context: Historiographical stakes and new research perspectives]، حررته ضيفةً مع Ulrike Freitag ، تاريخ العائلة [The History of the Family] ، المجلد 16 ، العدد 2 ، ص. 79-182 [1]
- الحوكمة الحضرية في ظل العثمانيين: بين الكون والصراع [Urban Governance Under the Ottomans: Between Cosmopolitanism and Conflict ] (تحرير. مع فريتاج) ، لندن ، روتلدج ، 2014 ، 238 صفحة.
- Silvestre de Sacy: المشروع الأوروبي لعلم المستشرقين [Silvestre de Sacy: le projet européen d'une science orientaliste ] (تحرير مع M. Espagne و P. Rabault-Feuerhan) ، باريس ، Le Cerf ، 2014 ، 356p.
- العنف الحضري في الشرق الأوسط: تغيير مناظر المدينة في الانتقال من الإمبراطورية إلى دولة الأمة [Urban Violence in the Middle-East: Changing Cityscapes in the Transition from Empire to Nation State] (تحرير مع U. Freitag، N. Fuccaro، C. Ghrawi)، Oxford / New York، Berghahn، 2015، 334 صفحة.
- فهم المدينة من خلال هوامشها. وجهات نظر متعددة التخصصات من دراسات الحالة في أفريقيا وآسيا والشرق الأوسط[Understanding the City through its Margins. Pluridisciplinary Perspectives from Case Studies in Africa, Asia and the Middle East,] ، (تحرير ، مع U. Freitag و A. Chappatte) ، أبينجدون ، روتلدج ، 2018 ، 189p.
- الروح المدنية وتنظيم المدينة في الدولة العثمانية (من القرن 15 إلى 20 ) [Esprit Civique et organisation citadine dans l'empire ottoman (15e-20e s.)] ليدن ، بريل ، 2018 ، 360 صفحة.

وهي مؤلفة العديد من المقالات العلمية.

## روابط خارجية
- صفحة شخصية في ZMO Berlin
- صفحة شخصية في H-Net (جامعة ولاية ميشيغان)
- موقع H-Mediterranean ، نورة لافي مديرة المطبوعات ( محرر )